# John Moffat
John Moffat (n. 24 mai 1932, Copenhaga, Danemarca) este un fizician canadian de origine daneză. Este profesor emerit la Universitatea Toronto, este deasmenea profesor adjunct la Universitatea din Waterloo (Canada), și rezident afiliat al Institutului Perimeter de fizică teoretică (Waterloo, Canada).

## Biografie
Este născut din tată danez muzician, și mamă scoțiană, dansatoare, la Copenhaga. În 1938 familia a plecat la Londra, întrucât tatăl lui John a prezis, că Danemarca va fi invadată de Germania nazistă. Familia a locuit la Glasgow și Bristol, unde tatăl lui John și-a găsit o slujbă, căutând vase pentru spionii germani. Raidurile aviației germane erau extrem de frecvente și periculoase, și în urma unui dintre aceste raiduri, băiatul de 8 ani a suferit o traumă serioasă, care îi provoacă panică și pănă în prezent, cînd se gândește la Europa. Ca rezultat al traumei a început să citească propozițiile și indicațiile ceasornicului în sens invers.
După ce nu și-a realizat visul să devină artist, părăsind școala la vîrsta de 16 ani și locuind un timp la Paris fără surse pentru existență, a revenit la Copenhaga, unde a început să se intereseze de cosmos și să studieze matematicile și fizica ca autodidact. A făcut progrese uimitor de repede, astfel, că peste un an era student la Universitatea din Copenhaga și cerceta probleme de relativitate generală și teorie unificată a câmpurilor. La vîrsta de 20 de ani a intrat în corespondență cu părintele Relativității generale, Albert Einstein, care a durat pînă în anul 1955. După primele 6 scrisori a ajuns în atenția presei și a marelui fizician danez Niels Bohr. Consulatul britanic din Copenhaga i-a oferit o bursă de studii la Universitatea Cambridge din Marea Britanie, pe care a absolvit-o cu grad de doctor în scurt timp, în anul 1958, avându-i ca conducători pe viitorul laureat Nobel Abdus Salam și renumitul fizician, Fred Hoyle, autorul teoriei despre generarea continuă a materiei în Univers. 
Ulterior a lucrat la Universitățile din Canada.

## Creația științifică
Moffat este cunoscut pentru 3 teorii neobișnuite pentru lumea academică a fizicienilor.
- Urmând linia de gândire a lui Albert Einstein, a propus o teorie nesimetrică a gravitației, tensorul metric al căreia, pe lângă o componentă simetrică, prezentă și în teoria relativității lui Einstein,conține de asemenea și o parte nesimetrică, care poate fi asociată unui cîmp electromagnetic, dar cu masă de repaos nenulă. Spre desosebire de Einstein, Moffat, insistă, că partea nesimetrică nu are legătură cu câmpurile electromagnetice, ci este de natură gravitațională. Această teorie a primit denumirea de teorie nesimetrică a gravitației. Nefiind acceptată unanim de fizicieni, explică cu succes curbele de rotație a galaxiilor, fără a invoca materia obscură [6] și profilurile de masă ale îngrămădirilor de galaxii, care radiază in diapazon Rontgen [7]
- În anul 1962 a propus o teorie, numită ulterior teoria vitezei variabile a luminii, conform căreia, la stadiile inițiale de evoluție a Universiului, viteza luminii putea să depășescă de multe ori viteza cunoscută de 300000 km/s [8]. Teoria a fost ignorată mulți ani la rînd, pănă în anul 2001, cînd astronomul John Webb de la Universitatea New South Walles (Australia)a iterat, în baza observațiilor făcute de el,  că constanta structurii fine, putea să aibă o valoare mult mai mică la începuturile Universului.

Această teorie a fost reinventată ulterior și de alți fizicieni, inclusiv de  João Magueijo de la Imperial College (Londra), Andrew Albrecht de la  University of California (Davis) și John D. Barrow de la  Cambridge University. Dintre acesția, João Magueijo, după certuri îndelungate în presa de popularizare a recunoscut întâietatea lui Moffat, astfel, că pînă la urmă s-a împretenit cu Moffat, publicând împreună un articol în revista . 
- În anul 1990 Moffat a propus o teorie cuantică, finită (renormabilă) și nelocală. Această teorie a fost extinsă în anul 1991 de către Evens, Moffat, Kleppe și Woodard in 1991. Ea pretinde să ofere o alternativă a teoriei Weinberg-Salam, care unifică în cadrul fizicii locale interacțiile slabe nucleare și electromagnetice. În plus, autorii, în frunte cu Moffat, speră [10] că această teorie nelocală, va deschide calea spre unificarea tuturor interacțiunilor fundamentale în natură.

## Publicații

#### Cărți
- Reinventing Gravity. HarperCollins. 2008. ISBN 0-06-117088-7.
- Einstein Wrote Back. Thomas Allen Publishers. 2010. ISBN 978-0-88762-615-9.
- Cracking the Particle Code of the Universe: The Hunt for the Higgs Boson. Oxford University Press. 2014. ISBN 978-0-19-991552-1.

#### Articole (selecție)
- (1990) "Finite nonlocal gauge field theory," Phys. Rev. D 41: 1177-1184.
- (1993) "Superluminary Universe: A Possible Solution to the Initial Value Problem in Cosmology," Int. Jour. Mod. Phys. D2: 351-366.
- (1995) "Nonsymmetric Gravitational Theory," Phys. Lett. B 355: 447-452.
- (2006) "Scalar-Tensor-Vector Gravity Theory," JCAP 0603: 004.